# Смирнов, Николай Андреевич (актёр)
Никола́й Андре́евич Смирно́в (4 января 1924; Бараново, Московская губерния, РСФСР, СССР — 20 апреля 1994; Москва, Россия) — советский актёр театра и кино.

## Биография
Родился 4 января 1924 года в деревне Бараново Московской губернии в крестьянской семье.
После того, как родители переехали в Москву, Смирнов в 1931 году пошёл учиться в среднюю школу. После начала Великой Отечественной войны Смирнов работал на военном заводе, в связи с чем получил защиту от призыва в армию.
Молодому человеку всегда было интересно актёрское искусство, и он решил поступить в театральный ВУЗ. В 1943 году Николай Андреевич стал студентом Театрального училища им. М. С. Щепкина, обучаясь на курсах у Ильи Яковлевича Судакова и Аркадия Ивановича Благонравова.
В 1947 году он получил диплом артиста драмы, набрался актёрского опыта в различных странах и театрах советских городов, но после возвращения в Москву, остановился на сцене 1-го Московского областного театра. Спустя некоторое время, произошли неизвестные события, из-за которых Смирнов на целый год ушёл из профессии и проработал в Отделе материально-технического снабжения (ОМТС) Главного управления гидролизной промышленности (главгидролизпром). После этого он решил вернуться в актёрское мастерство, а уже с 1955 года стал сниматься в кино. Первая работа называлась «Доброе утро», где мужчина сыграл роль водителя.
С 1962 года Смирнов состоял в актёрском штате Киностудии имени М. Горького. Являлся артистом высшей категории, однако имел инвалидность ll группы. В тот же период он лишился одной руки, но продолжил сниматься и работать в кинематографии, так как режиссёры начали чаще его звать на различные роли. В 1983 году Смирнов покинул киностудию. В 1989 году переехал жить в Дом ветеранов кино микрорайона Матеевское города Москвы, где прожил до самой смерти.
Умер Николай Андреевич 20 апреля 1994 года в Москве. Похоронен на Востряковском кладбище.

## Фильмография
- 1955 — Доброе утро — шофёр
- 1956 — Разные судьба — член бюро парткома
- 1956 — Сердце бёется вновь — санитар
- 1957—1958 — Тихий Дон — Пётр Мелехов — главная роль
- 1958 — Иван Бровкин на целине — целинник-дезертир
- 1958 — Память сердца — Пономарёв, командир партизанского отряда
- 1958 — Стучись в любую дверь — Николай Андреевич, прораб
- 1958 — Юность наших отцов — Тимофей Дубов
- 1959 — Солнце светит всем — солдат
- 1959 — Хождение по мукам — (3 фильм) — анархист
- 1960 — Конец старой Берёзовки — строитель
- 1960 — Последние залпы — Лягалов
- 1960 — Своя голова на плечах — эпизод
- 1961 — Битва в пути — рабочий
- 1961 — В трудный час — капитан
- 1961 — Друг мой, Колька! — учитель
- 1963 — Если ты прав… — муж Алевтины
- 1963 — Юность (киноальманах) — Фока
- 1964 — Дальние страны — Иван Нефёдыч
- 1964 — Живёт такой парень — больной
- 1965 — Пробуждение (киноальманах) — Фёдор Фёдорович
- 1965 — Путешественник с багажом — посетитель кафе
- 1965 — Рано утром — представитель районо
- 1965 — Сердце матери — подсудимый
- 1966 — Лунные ночи — Ярчук
- 1967 — Такой большой мальчик — военком Горохов
- 1967 — Три тополя на Плющихе — дядя Егор
- 1968 — Длинный день Кольки Павлюкова — Дмитрий Иванович
- 1968 — Источник — бухгалтер
- 1968 — Ошибка резидента — дядя Лёша
- 1969 — Ищите и найдёте — Михалыч
- 1969 — Странные люди (киноальманах) — Коля, сосед Лидии Николаевны
- 1970 — Белорусский вокзал — бригадир
- 1970 — Взрывники — Приходько
- 1970 — В лазоревой степи (киноальманах) — Сидор Лукич
- 1970 — Серебряные трубы — завхоз
- 1970 — Человек с другой стороны — начальник станции
- 1972 — Огоньки — Фёдор
- 1972 — Сибирячка — Задонов
- 1973 — Возврата нет — Трофимыч
- 1973 — И тогда я сказал — нет… — Василий из управдома
- 1974 — Звезда экрана — фронтовик Василий
- 1974 — Осенние грозы — колхозник
- 1974 — Птицы над городом — лесник
- 1974 — Совесть — Тимофеич
- 1975 — Блиллианты для диктатуры пролетариата — Евпланов
- 1975 — Мои дорогие — Константин Иванович
- 1975 — Шире шаг, маэстро! — эпизод
- 1976 — Воскресная ночь — судебный заседатель
- 1976 — Восхождение — эпизод
- 1976 — Далёкие близкие годы — боцман Неделя
- 1977 — Предательница — Николай Андреевич
- 1977 — Доброта — учитель
- 1977 — Запасной аэродром — синоптик
- 1977 — Поединок в тайге — Иван Анисимович
- 1977 — Судьба — однорукий полицай
- 1977 — Тачанка с юга — Яков Лукич Костров
- 1977 — Хомут для Маркиза — член комиссии по делам несовершеннолетних
- 1978 — Близкая даль — Яков
- 1978 — На новом месте — Анатолий Игнатьевич Журавлёв
- 1978 — Поворот — Альберт
- 1979 — Вкус хлеба — Кирилл Гаврилович Угрюмов
- 1979 — С любимыми не расставайтесь — судебный заседатель
- 1979 — Тут… недалеко — Пётр, однополчанин приезжего
- 1980 — История одного подзатыльника — вахтёр завода
- 1981 — В начале игры — завхоз спортзала
- 1981 — Остаюсь с вами — партизан
- 1981 — Смотрю в оба! — комиссар
- 1981 — Хочу, чтоб он пришёл — клиент сапожной мастерской
- 1982 — Однолюбы — представитель центра
- 1982 — Профессия-следователь — киоскёр «Союзпечати»
- 1982 — Солёная река детства — эпизод
- 1983 — Взятка. Из блокнота журналиста В. Цветкова — Степан Лукич
- 1984 — Вера, надежда, любовь — сторож в детдоме
- 1984 — Очень важная персона — Василич
- 1985 — Господин гимназист — кондуктор в трамвае
- 1985 — Танцы на крыше — мастер
- 1990 — Неустановленное лицо — Иван Данилович Копцов